# Bertil Dillner

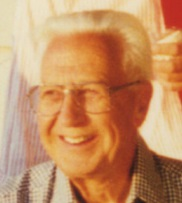
Bertil Dillner (ca. 1995)

Bertil Dillner (* 12. Mai 1923 in Lit; † 9. Mai 2015 in Linköping) war ein schwedischer Luftfahrtingenieur und Aerodynamik-Experte.

## Biografie
Nach seinem Abschluss 1949 als Master of Science in Aerodynamik an der Königlichen Technischen Hochschule in Stockholm arbeitete Bertil Dillner an der FFA, dem schwedischen Institut für Luftfahrtforschung (heute Teil von FOI, Totalförsvarets forskningsinstitut). Er war Experte von Aerodynamik- und Überschallflugkonzepten bei Saab AB und Boeing und viele Jahre als Manager der Konstruktionsbüros von Boeing tätig. Dillner war maßgeblich an der Entwicklung der Aerodynamik des Deltaflügelkonzepts und der Technologie des Überschallfluges sowie an der Gestaltung und Entwicklung von Saab 35 Draken und Saab 37 Viggen beteiligt.

### Saab

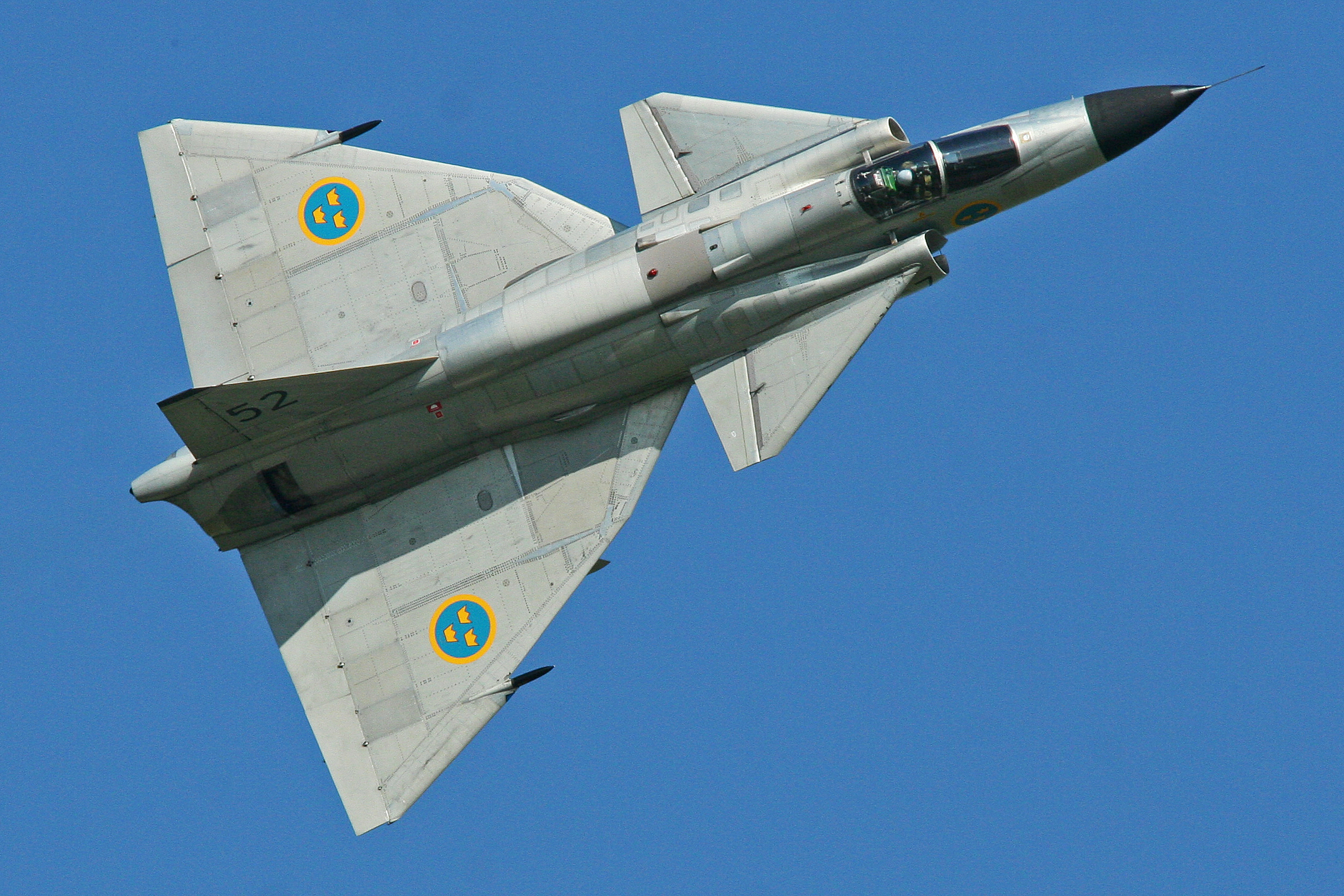
Saab 37 Viggen

Von 1954 bis 1967 bei Saab nahm er an der Entwicklung der Aerodynamik teil, Kern der Projekte für Saab 35 Draken und Saab 37 Viggen. Beide Flugzeuge waren Spitzentechnologie während des Kalten Kriegs und des atomaren Wettrüstens.
Der Wunsch des Auftraggebers, der Schwedischen Luftstreitkräfte, in den 1950er- bis 1970er-Jahren war (Schwedischer Verteidigungsbeschluss 1958), in der Lage zu sein, strategische Bomber wie den Tupolew Tu-16 schnell angreifen zu können, bevor diese ihre Ziele erreichten. Dies sollte mit schnellen Überschall-Deltaflügel-Jagdflugzeugen wie Saab 35 Draken geschehen, wobei Geschwindigkeit und Bereitschaft die Schlüsselfaktoren waren. Die schwedischen Luftstreitkräfte brauchte auch eine Invasionsverteidigung über den umliegenden Meeren mit Erdkampfflugzeuge sowie ultraschnellen Aufklärungsflugzeugen wie den Saab 37 Viggen. Dies führte zu großen Aufträgen zum Aufbau sehr großer Luftstreitkräfte und von Ressourcen für Entwicklung.
Dillner und Hermann Behrbohm unternahmen erhebliche Anstrengungen bei der Konstruktion des Saab 37 Viggen und insbesondere bei der Konstruktion und den Tests der Canard-Flügelkonstruktion.

### Boeing

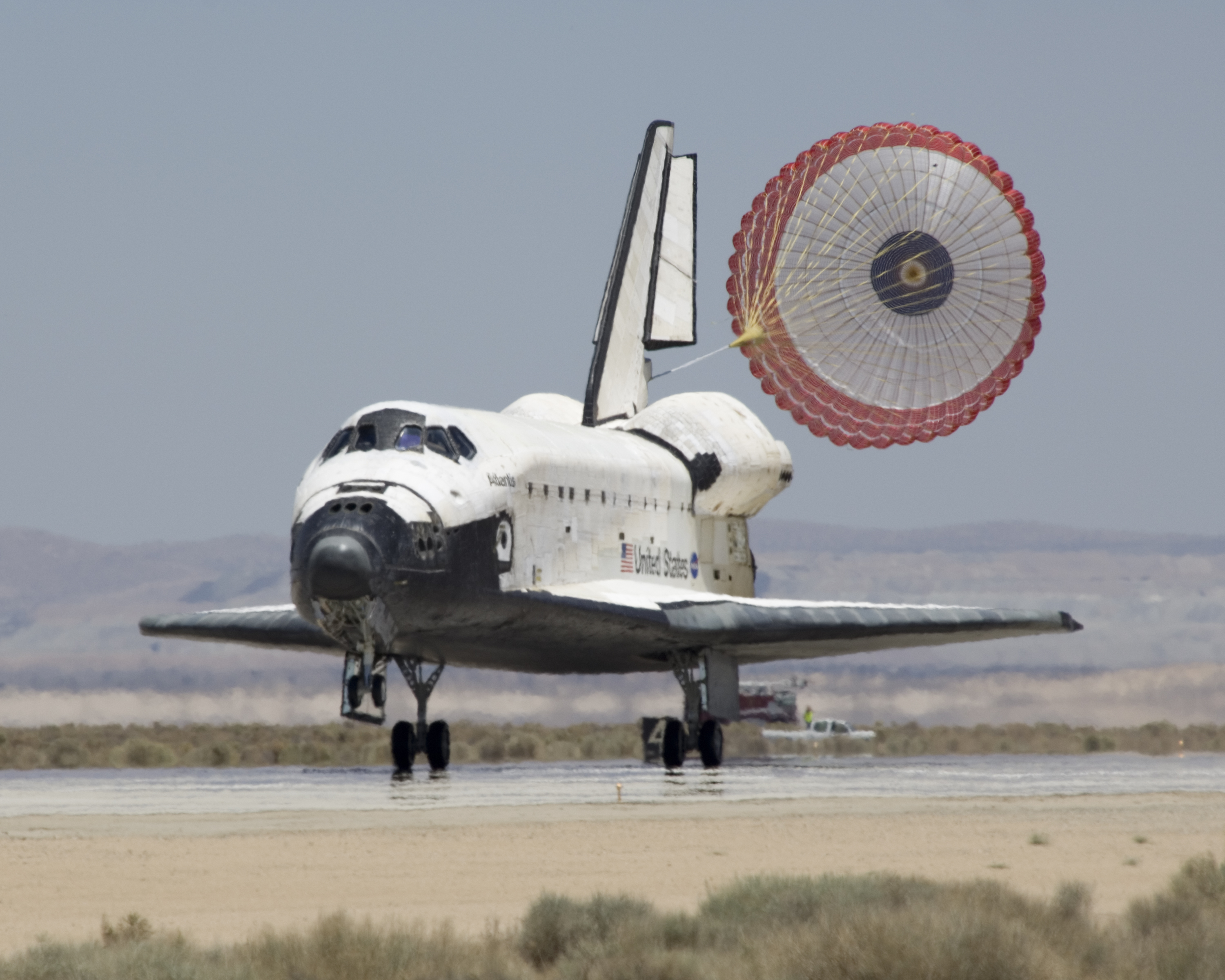
Space Shuttle mit geöffnetem Bremsschirm

Von 1967 bis 1981 war Dillner bei Boeing Commercial Airplanes in Seattle, USA, beschäftigt, um mit dem Überschall-Boeing 2707 SST-Passagierjet (1967–1972) zu arbeiten.
Bei Boeing beschäftigte er sich zwischen 1971 und 1972 auch mit der Aerodynamik der extremen Überschall-Luftfahrt beim Wiedereintritt des Space Shuttle sowie mit Studien zum de Havilland Canada DHC-5 Buffalo.
Dillner war von 1972 bis 1981 Chefingenieur für Aerodynamik bei Boeing Commercial Airplanes. Von 1981 bis 1988 war er bei Boeing Defense, Space and Security in Seattle als aerodynamischer Chefingenieur von 1981 bis 1985 und als Chefingenieur von 1985 bis zu seiner Pensionierung 1988 beschäftigt.
In Seattle wurde er auch amerikanischer Staatsbürger. Nach seiner Pensionierung hatte er einige Beratungsaufträge für Aermacchi und Saab 2000.

## Privatleben
Bertil Dillner war im American Institute of Aeronautics and Astronautics aktiv und Mitbegründer des Aerodynamic Committees. Er war zwischen 1996 und 1997 Vorsitzender des schwedischen Clubs North West und kehrte 2005 nach Linköping und Schweden zurück.
Dillner war mit Brita Dillner verheiratet und ist Vater zweier Kinder.